# Lothar Osiander
Lothar Osiander,  (n. Múnich; 8 de noviembre de 1939) es un entrenador de Fútbol, donde ejerció como seleccionador de la selección estadounidense, y fue también entrenador de Atlanta Ruckus, Los Angeles Galaxy y San Jose Clash.

## Biografía
Osiander se trasladó desde Alemania a los Estados Unidos con su familia en 1958. Vivieron en San Francisco y estudio en Mission High School y posteriormente a la universidad de San Francisco, anteriormente conocida como City College of San Francisco. Ahí jugó en el equipo masculino de fútbol bajo la dirección del legendario entrenador Steve Negoesco. En 1966, su equipo ganó el NCAA Men’s Soccer Championship. Osiander se graduó en 1968 en el grado de Educación Física y español. Para ese tiempo, también consiguió la ciudadanía estadounidense, concretamente en 1965.
Comenzó como segundo entrenador con los California Surf en la North American Soccer League (NASL).
Osiander volvió a San Francisco, trabajando como camarero en un restaurante local, el Graziano’s, mientras jugaba y entrenaba en los equipos de las ligas más representativas de la ciudad. En 1985 entreno un equipo semi profesional, los San Francisco Greek-Americans, consiguiendo el título de la National Challenge Cup.
Gracias a eso, Osiander se convirtió en un entrenador de renombre. En 1974, la United States Soccer Federation (USSF) le contrato como parte de su equipo técnico, con Walter Chyzowych como primer entrenador. Gracias a este cargo, Osiander pudo viajar por todo el país dando clases en cursos de entrenamiento. Osiander se convirtió en un profesor y entrenador de renombre. En 1978, el comité de la US Olympic creó el festival de National Sports, contratando a Osiander como el entrenador del equipo de la parte oeste del país.
En 1986, gracias a las victorias conseguidas en el festival y en los Greek-Americans, hizo que Chyzowich, entrenador de la USSF, le escogiese para suplir al recién despedido Alkis Panagouliasas como primer entrenador de la selección estadounidense. El equipo estaba a mitad de una restructuración tras el intento fallido de calificarse para el mundial de 1986 en Méjico. Gracias a que en comité olímpico internacional permitiese a países de fuera de Europa y Sudamérica a utilizar todo su equipo, centro todo su esfuerzo en la clasificación para las olimpiadas de verano en 1988, que iban a ser celebradas en Seúl. Pero este esfuerzo estuvo a punto de truncarse nada más empezar, ya que en la primera ronda, Canadá derrotó a EE. UU. 2-0 en Canadá. Por entonces, la clasificación se decidía por la diferencia de goles, contando los goles marcados fuera de casa como dos puntos, mientras que los goles en casa contaban como un punto. Por tanto, EE. UU. solo necesitaba ganar el siguiente 3-0, y si Canadá marcaba, EE. UU. necesitaba ganar el partido por 5 goles a 1. El 30 de mayo de 1987, Osiander y su equipo consiguió eliminar a Canadá, ganando el partido en casa 3-0. En la segunda ronda paso invicto, ganando ambos partidos a El Salvador, por un global de 13 a 4 puntos, y consiguiendo una plaza para Seúl 1988. En estos juegos, EE. UU. no paso de la primera ronda. El 16 de enero de 1989, Osiander fue destituido y sustituido por Bob Gansler. Osiander había conseguido encarrilar otra vez el espíritu de equipo y consiguiendo una maravillosa clasificación para los Juegos Olímpicos de Seúl. Además, consiguió pasar la primera ronda de la clasificación para el mundial de 1990, eliminando a Jamaica con un global de 13-7.
A la vez que dejaba el equipo sénior nacional en 1989, Osiander siguió entrenando el equipo U.S B y de manera esporádica al U.S U-23. Tras los juegos olímpicos la USSF empezó a contratar jugadores del equipo U.S para el equipo nacional. Estos jugadores formaron un equipo A a la vez que pasaban tiempo con el equipo B. De manera adicional la IOC había decidido convertir el torneo olímpico de fútbol en una competición de U-23.
En 1991 Osiander llevó al equipo U.S U-23 a una medalla de oro en los juegos panamericanos de ese año desarrollados en Cuba. Ese año también empezó a preparar al equipo para las olimpiadas del verano de 1992 de Barcelona, España. El equipo se clasificó fácilmente y tuvo grandes esperanzas de éxito en España. En uno de los muy inexplicables momentos de la historia del fútbol estadounidense, Osiander santo en el banquillo a su máximo goleador, Steve Snow, en el primer partido del Olímpico. Snow había metido cuatro goles en el panamericano y once más en nueve partidos de las clasificaciones del olímpico. Sin su participación la defensa no hizo su mejor juego y perdieron el partido contra Italia 2-1. Tras esto, Osiander sacó al campo a jugar a Snow obteniendo una victoria y un empate en los dos siguientes partidos; resultados que no fueron suficientes para que el equipo pasara a la segunda ronda .
El hecho de que Osiander se negase a sacar a Snow en el partido contra Italia fue el motivo de que el presidente de la federación decidiese despedirlo.
Tras ser despedido, Osiander continuó trabajando en el restaurante consiguiendo un ascenso de camarero a maitre; sin embargo en el año 1992 el restaurante se vendió y el nuevo dueño despidió también a Osiander. Durante el tiempo que estuvo trabajando en el restaurante había estado siendo segundo entrenador en equipos como el San Francisco Bay Blackhawks, y tras su despido entrenó a los jugadores del Palo Alto Firebirds y consiguió llevarlos a la victoria en su segundo U.S Open Cup.
Al quedarse sin trabajo en el restaurante, debido a que los segundos entrenadores o los entrenadores profesionales no ganan demasiado, se vio forzado a ser entrenador a tiempo completo y en 1995 fue contratado como primer entrenador del Atlanta Rucks y a pesar de que terminaron cuartos de seis, Osiander obtuvo un reconocimiento como el entrenador del año de la liga. Su éxito con este último equipo lo puso en el punto de mira de un equipo creado recientemente, Los Angeles Galaxy, quienes finalmente lo contrataron como su primer entrenador. Empezaron la temporada con 12 victorias consecutivas y llegando a la final con una puntuación récord, sin embargo la siguiente temporada empezaron perdiendo 3-2 en el descuento del primer partido y 3-9 en el siguiente, por lo que Osiander fue de nuevo despedido.
En enero de 1998 lo contrató como segundo entrenador el Tampa Bay Mutiny y cuando su primer entrenador fue despedido en el 1999, fue propuesto para ocupar su puesto, sin embargo, poco después dejó el equipo y fue contratado como primer entrenador del MLS Project 40. Ese mismo año fue contratado también por el San Jose Clash como sustituto de su entrenador casi al final de la temporada, a la vez el MLS Project 40 llegó a las semifinales de los playoffs de la liga donde perdió contra Minnesota.
Tras una serie de cambios de equipo y varias victorias, volvió a ejercer como entrenador del San Francisco Geek-Americas a la vez que entrenaba a otros equipos locales.
En 2007 se le entregó el Walt Chzyowich Award por su carrera y en 2009 fue seleccionado para ser el entrenador de los U-16 Tri-Valley Boys, equipo con el que sigue en la actualidad.
De manera temporal estuvo también a cargo del U-19 Tri-Valley Arsenal debido a la ausencia de entrenador en dicho equipo.